# انليميتد 2

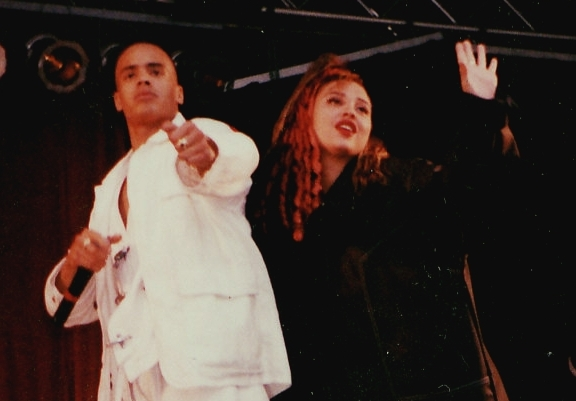
فرقة انليميتد 2

انليميتد 2 (بالإنجليزية: 2 Unlimited)‏ هي فرقة رقص أوروبي شكلت في عام 1991. هذا المشروع هو من بنات أفكار المنتجين البلجيكي جان بول داكستر وفيل وايلد، وكان ومكون من الثنائي الهولندي، مغني الراب راي سلجنقريدوالمغنية أنيتا دوث. خلال خمس سنوات حضيت بشعبية ضخمة في جميع أنحاء العالم، وتم تسجل 16 البوم، منها "Get Ready for This", "Twilight Zone", "No Limit", "Tribal Dance".. ويعتقد أنهم باعوا أكثر من 20 مليون و 50 مليون نسخة
11 نيسان / أبريل 2009، وسلجنقريد ودوث يجتمعان معا للمرة الأولى منذ 13 عاما في "I Love The 90s" بحفل موسيقي في هاسيلت (بلجيكا). وفي يناير كانون الثاني عام 2010، وأطلقوا البوم جديد معا بعنوان "In Da Name Of Love"، تحت اسم راي & أنيتا.وقد احتل top 5 في هولندا.

## روابط خارجية
- انليميتد 2 على موقع IMDb (الإنجليزية)
- انليميتد 2 على موقع ميوزك برينز (الإنجليزية)
- انليميتد 2 على موقع أول ميوزيك (الإنجليزية)
- انليميتد 2 على موقع ديسكوغز (الإنجليزية)